# Оролунго (Бјела)
Оролунго је насеље у Италији у округу Бијела, региону Пијемонт.
Према процени из 2011. у насељу је живело 72 становника. Насеље се налази на надморској висини од 291 м.